# 천등산 (경북)
천등산(天燈山)은 대한민국 경상북도 안동시 서후면 태장2리에 있는 높이 574m의 산이다. 

## 같이 보기
- 한국의 산
- 봉정사